# Helena de Rússia (gran duquessa de Mecklenburg-Schwerin)

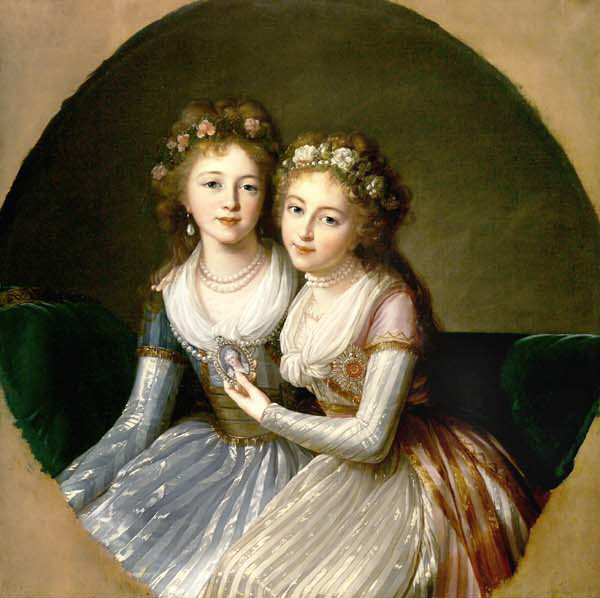
La gran duquessa Helena de Rússia, duquessa de Mecklenburg-Schwerin.

Helena de Rússia, gran duquessa de Mecklenburg-Schwerin (Sant Petersburg 1784 - Ludwigslust, 1803). Gran duquessa de Rússia amb el tractament d'altesa imperial que esdevingué gran duquessa hereva de Meckklenburg-Schwerin.
Nascuda el 24 de desembre de 1784 a la capital de l'Imperi Rus, Sant Petersburg, sent filla del tsarevitx i posterior tsar Pau I de Rússia i de la duquessa Sofia de Württemberg. La gran duquessa era neta del tsar Pere III de Rússia i de la tsarina Caterina II de Rússia per via paterna, mentre que per via materna ho era del duc Frederic II Eugeni de Württemberg i de la marcgravina Frederica de Brandenburg-Schwedt.
Helena fou educada a la Cort imperial sota la supervisió de la seva àvia, la tsarina Caterina II de Rússia. Instruïda en art, literatura i música es mantingué molt unida amb la seva germana gran, la gran duquessa Alexandra de Rússia.
La política matrimonial de la tsarina Sofia de Württemberg portà a totes les seves filles a vincular-se amb les famílies més importants de la reialesa: Àustria, Mecklenburg, Països Baixos i Saxònia.
A finals de la dècada de 1790, Helena fou compromesa amb el príncep hereu Frederic Lluís de Mecklenburg-Schwerin, fill del gran duc Frederic Francesc I de Mecklenburg-Schwerin i de la princesa Lluïsa de Saxònia-Gotha. El 23 d'octubre de 1799 Helena es casava amb el príncep Frederic Lluís a Gàtxina.
La parella s'establí a Schwerin i aviat s'adaptà a la nova vida en un cort molt més tranquil·la que la de Sant Petersburg. Feliç pel seu matrimoni aviat tingué descendència:
- SM el gran duc Pau Frederic I de Mecklenburg-Schwerin, nascut a Ludwigslust el 1800 i mort a Schwerin el 1842. Es casà amb la princesa Alexandrina de Prússia.

- SA la duquessa Maria Lluïsa de Mecklenburg-Schwerin, nada a Ludwigslust el 1803 i morta el 1862 a Meiningen. Es casà amb el duc Jordi I de Saxònia-Altenburg el 1825 a Ludwigslust.

Establir-se a la cort de Schwerin fou relativament dur per la gran duquessa que estava acostumada a la pompositat de la cort de Sant Petersburg. Malgrat tot, ràpidament s'hi acostumà i creà un espai càlid al costat del seu marit.
L'any 1801 fou especialment dur a conseqüència de la mort del tsar Pau I de Rússia i de la gran duquessa Alexandra de Rússia amb qui estava especialment unida.
El setembre de 1803, la gran duquessa Helena caigué malalta i morí sobtadament el 24 de setembre del mateix any. Fou enterrada a l'Helena Pavlovna Mausoleum de Ludwigslust.